# Forbidden (álbum)
Forbidden é o decimo oitavo álbum de estúdio da banda de heavy metal Black Sabbath, lançado no ano de 1995. O disco contou com a mesma formação do álbum TYR, com o retorno de Neil Murray e Cozy Powelll. Após esse álbum a banda lançou durante anos apenas coletâneas e  só veio a lançar um novo álbum de estúdio em 2013, chamado 13.
Apesar de ter sido mal recebido por fãs e crítica, Forbidden vendeu 21 mil cópias nos EUA na primeira semana e já havia vendido 191 mil cópias até o ano de 2013. Após seu lançamento, a banda passou por uma sequência de mudanças de integrantes, levando à uma separação temporária. Alguns anos depois, o grupo reuniria-se com sua formação original.

## Lista de faixas
Todas as letras escritas por Tony Martin, exceto "The Illusion of Power" por Martin e Ice T. Músicas compostas por Black Sabbath.
| N.º | Título                                                        | Duração |  |
| 1.  | "The Illusion of Power"                                       | 4:51    |  |
| 2.  | "Get a Grip"                                                  | 3:58    |  |
| 3.  | "Can't Get Close Enough"                                      | 4:27    |  |
| 4.  | "Shaking Off the Chains"                                      | 4:02    |  |
| 5.  | "I Won't Cry for You"                                         | 4:47    |  |
| 6.  | "Guilty as Hell"                                              | 3:27    |  |
| 7.  | "Sick and Tired"                                              | 3:29    |  |
| 8.  | "Rusty Angels"                                                | 5:00    |  |
| 9.  | "Forbidden"                                                   | 3:47    |  |
| 10. | "Kiss of Death"                                               | 6:06    |  |
| 11. | "Loser Gets It All (faixa bônus) (apenas na versão japonesa)" | 2:55    |  |

## Créditos
Black Sabbath
- Tony Martin - vocal
- Tony Iommi - guitarra
- Neil Murray - baixo
- Cozy Powell - bateria
- Geoff Nicholls - teclados

Participação
- Ice T - alguns vocais em "The Illusion of Power"

## Desempenho nas paradas
| Ano  | Posições | Posições | Posições | Posições | Posições |
| Ano  | UK       | AUT      | NLD      | SWE      | SWI      |
| ---- | -------- | -------- | -------- | -------- | -------- |
| 1995 | 71       | 40       | 86       | 19       | 48       |